# Omloop Het Volk 1993
L'Omloop Het Volk 1993, quarantasettesima edizione della corsa, si svolse il 30 gennaio per un percorso di 202 km, con partenza ed arrivo a Gent. Fu vinto dal belga Wilfried Nelissen della squadra Novemail-Histor-Laser Computer davanti al tedesco Olaf Ludwig e all'altro belga Eric Vanderaerden.

## Ordine d'arrivo (Top 10)
| Pos. | Corridore         | Squadra                        | Tempo    |
| ---- | ----------------- | ------------------------------ | -------- |
| 1    | Wilfried Nelissen | Novemail-Histor-Laser Computer | 5h01'01" |
| 2    | Olaf Ludwig       | Telekom                        | a 8"     |
| 3    | Eric Vanderaerden | Wordperfect                    | s.t.     |
| 4    | Mario De Clercq   | Lotto-Caloi                    | s.t.     |
| 5    | Johan Capiot      | TVM-Bison Kit                  | s.t.     |
| 6    | Mario Cipollini   | MG Boys Maglificio-Technogym   | s.t.     |
| 7    | Frankie Andreu    | Motorola                       | s.t.     |
| 8    | Kai Hundertmarck  | Motorola                       | s.t.     |
| 9    | Laurent Brochard  | Castorama                      | s.t.     |
| 10   | Thierry Gouvenou  | Gan                            | s.t.     |